# デコラ
デコラ（Decola）は、基材の表面に高圧メラミン層を形成した化粧板。
住友ベークライト株式会社（旧 デコラニット株式会社、2008年9月末日に日東紡績との合弁を解消、翌10月1日付で住友ベークライトに吸収合併）の商標である。

## 種類
基材にフェノール樹脂を使った高圧メラミン化粧板と、アルミ板を使ったアルミメラミン化粧板（住友ではアルミデコラとして販売）がある。

## 用途
主に鉄道車両・建築物の内壁材、カウンター、天板や家具などに用いられる。

## 特徴
耐久性（特に耐摩耗性）が高く、さまざまな色や柄がある。2mmほどの厚さの化粧材で、接着剤を用い構造材に貼り付けて使用する。光沢を持った高級感のある仕上がりが可能であり、伸縮や狂いも少ないのが特長である。用途の近いものに基材にポリエステル樹脂を使うポリ合板がある。
デコラの短所としては、経年による色褪せがおきやすいこと、接着端部から剥離して破損しやすいことなどが挙げられる。鉄道車両の場合、車体更新工事時に取り替えられる場合が多い。

## 生産終了対象製品
2015年12月末日をもって生産終了
- 高圧メラミン化粧板「デコラ」
- 高意匠性メラミン化粧板「デクア」
- 不燃メラミン化粧板「デコラフネン」　「デコウオールフネン」
- メタル化粧板
- ポリエステル化粧合板「デコポリ」
- ポストフォーム加工物（扉、カウンターなど）
- デコラ加工物（カウンターパネル、天板など）
- メラミン化粧ソリッドパネル「デコラヴィータ」
- 木口テープ